# Cabo de Santa Pola
El cabo de Santa Pola es un cabo de la costa mediterránea, que se encuentra situado al noreste de la localidad homónima de Santa Pola, en la provincia de Alicante, España.
Desde el punto de vista geológico, forma una estructura que es uno de los escasos ejemplos de arrecife fósil, de origen miopliocénico, del litoral mediterráneo. El promontorio se expande hacia el interior formando la Sierra de Santa Pola, un espacio verde del municipio, con pinares de pino carrasco y eucalipto rojo. 
En su pico, de 131 metros sobre el nivel del mar, hay un vértice geodésico de primer orden, donde se encuentra un faro para la navegación marítima, construido sobre la antigua torre de la Atalayola. Bajo el acantilado que forma en la línea de costa, discurre una carretera con pequeñas calas, que une Santa Pola con Arenales del Sol.
El Cabo de Santa Pola es la zona de costa más próxima a la Isla de Tabarca, de la cual dista sólo 4,5 kilómetros en dirección sureste. Desde el cabo existe una plataforma que ofrece vistas de esta isla y al área costera circundante.